# قرار مجلس الأمن التابع للأمم المتحدة رقم 1450
قرار مجلس الأمن التابع للأمم المتحدة رقم 1450، الذي اعتمد في 13 ديسمبر 2002، بعد أن أعاد تأكيد مبادئ ميثاق الأمم المتحدة والقرارات 1189 (1998)، 1269 (1999)، 1368 (2001) و1373 (2001)، أدان المجلس الهجمات على أهداف إسرائيلية في كيكامبالا و‌مومباسا، كينيا في 28 نوفمبر 2002.
وأعاد مجلس الأمن تأكيد الحاجة إلى مكافحة الأخطار التي تهدد السلم والأمن الدوليين بسبب الأعمال الإرهابية والتزام الدول بالانضمام إلى الاتفاقية الدولية لقمع الهجمات الإرهابية بالقنابل و‌اتفاقية قمع الأعمال غير المشروعة الموجهة ضد سلامة الطيران المدني. وشجب مزاعم مسؤولية القاعدة عن الهجمات التي وقعت في كينيا، وأكد التزامات الدول بموجب القرار 1390 (2002)، وأعرب عن تعاطفه وتعازيه لأسر الضحايا وشعب وحكومات كينيا و‌إسرائيل.
ودعا القرار جميع الدول إلى تقديم الجناة إلى العدالة وفقًا لالتزاماتهم بموجب القرار 1373. وأخيرًا، اختتم المجلس بالإعراب عن تصميمه على مكافحة جميع أشكال الإرهاب.
وقد اعتمد 14 عضوًا من أعضاء المجلس الخمسة عشر القرار 1450، بينما عارضت سوريا ذلك. وفي معرض شرحه للتصويت، قال الممثل السوري أن بلاده أدانت الهجمات الإرهابية ولكنها عارضت الاستخدام المتكرر لإسرائيل في النص واللغة التي انحرفت عن الهدف الرئيسي للقرار. وفضلًا عن ذلك، ذكرت سوريا أن إسرائيل نفسها ارتكبت «فظائع إرهابية» يوميًا ضد الشعب الفلسطيني. وقد اتسم اعتماد القرار أيضًا بالمرة الأولى التي تذكر أو تدان فيه الخسائر الإسرائيلية في قرار ما؛ ولم يشر مجلس الأمن إلى الخسائر الإسرائيلية في أعقاب تفجير آميا 1994 الذي وقع في الأرجنتين.

## وصلات خارجية
- نص القرار على UNHCR.org